# فرديناند لي بارنت
فرديناند لي بارنت (بالإنجليزية: Ferdinand Lee Barnett)‏ هو محامي وصحفي أمريكي، ولد في 1859 في ناشفيل في الولايات المتحدة، وتوفي في 11 مارس 1936 في شيكاغو في الولايات المتحدة.